# Bjørnar Holmvik
Bjørnar Holmvik (født 2. juni 1985 på Rødtvet i Oslo) er en norsk fodboldspiller, der spiller for Vidar. Han har tidligere spillet for blandt andet Stabæk, Brann og Kalmar.
I januar 2006 debuterede Holmvik på Norges U21-landshold.